# Бабанська селищна рада
Бабанська се́лищна ра́да — адміністративно-територіальна одиниця та орган місцевого самоврядування в Уманському районі Черкаської області. Адміністративний центр — селище міського типу Бабанка.

## Загальні відомості
- Населення ради: 2 541 особа (станом на 2001 рік)

## Населені пункти
Селищній раді підпорядковані населені пункти:
- смт Бабанка

## Склад ради
Рада складається з 16 депутатів та голови.
- Голова ради: Байда Михайло Анатолійович
- Секретар ради: Хомутинник Галина Григорівна

### Керівний склад попередніх скликань
| Прізвище, ім'я, по батькові | Основні відомості                                                        | Дата обрання | Дата звільнення |
| --------------------------- | ------------------------------------------------------------------------ | ------------ | --------------- |
| Осауленко Микола Андрійович | Селищний голова, 1948 року народження, член Комуністичної партії України | 26.03.2006   | 31.10.2010      |
| Байда Михайло Анатолійович  | Селищний голова, 1963 року народження, освіта вища, безпартійний         | 31.10.2010   |                 |

Примітка: таблиця складена за даними сайту Верховної Ради України

### Депутати
За результатами місцевих виборів 2010 року депутатами ради стали:

#### За суб'єктами висування
| Суб'єкт висування | Кількість обраних депутатів | %    |
| ----------------- | --------------------------- | ---- |
| Партія регіонів   | 11                          | 68,8 |
| Самовисування     | 3                           | 18,8 |
| Народна партія    | 2                           | 12,5 |

#### За округами
| № округу        | Прізвище, ім'я, по батькові   | Дата визнання обраним | Освіта             | Партійна приналежність            | Відомості про обраного депутата                           |
| --------------- | ----------------------------- | --------------------- | ------------------ | --------------------------------- | --------------------------------------------------------- |
| Народна Партія  |                               |                       |                    |                                   |                                                           |
| 13              | Бабій Сергій Вікторович       | 31.10.2010            | вища               | позапартійний                     | Фермерське господарство «Обрій», агроном                  |
| 14              | Бурлаченко Юрій Іванович      | 31.10.2010            | вища               | позапартійний                     | Бабанський дитячий навчальний заклад, завгосп             |
| Партія регіонів |                               |                       |                    |                                   |                                                           |
| 1               | Веселов Валерій Васильович    | 31.10.2010            | вища               | член Партії регіонів              | Бабанська загальноосвітня школа, лаборант                 |
| 3               | Телятник Станіслава Василівна | 31.10.2010            | вища               | позапартійна                      | Бабанська загальноосвітня школа, вчитель                  |
| 4               | Гончарук Віталій Анатолійович | 31.10.2010            | середня            | позапартійний                     | приватний підприємець, продавець                          |
| 5               | Степанюк Ольга Іванівна       | 31.10.2010            | середня спеціальна | член Партії регіонів              | Уманський ТЦСЗН, соціальний працівник                     |
| 6               | Гаркава Антоніна Михайлівна   | 31.10.2010            | середня спеціальна | член Партії регіонів              | Бабанська селищна рада, землевпорядник                    |
| 7               | Хомутинник Галина Григорівна  | 31.10.2010            | вища               | член Партії регіонів              | Бабанська селищна рада, секретар селищної ради            |
| 9               | Декар Олег Мирославович       | 31.10.2010            | середня спеціальна | позапартійний                     | Бабанська дільнична лікарня, сестра медична старша        |
| 10              | Зірник Василь Михайлович      | 31.10.2010            | вища               | позапартійний                     | Бабанська школа-інтернат, вихователь                      |
| 11              | Скоропад Тетяна Володимирівна | 31.10.2010            | середня спеціальна | член Партії регіонів              | Бабанська загальноосвітня школа, медичнасестра            |
| 12              | Кулібаба Юрій Леонідович      | 31.10.2010            | середня спеціальна | позапартійний                     | тимчасово не працює                                       |
| 15              | Павлуша Віктор Данилович      | 31.10.2010            | середня            | член Партії регіонів              | Бабанський селищний будинок культури, художній керівник   |
| Самовисування   |                               |                       |                    |                                   |                                                           |
| 2               | Жмуденко Олексій Мефодійович  | 31.10.2010            | середня            | позапартійний                     | пенсіонер                                                 |
| 8               | Мальована Ольга Олексіївна    | 31.10.2010            | середня спеціальна | член Партії регіонів              | Уманський ТЦСЗН, соціальний працівник                     |
| 16              | Склярук Галина Федорівна      | 31.10.2010            | середня            | член Комуністичної партії України | Бабанський дитячий навчальний заклад, помічник вихователя |